# Feminnem
Феминем (Feminnem) је хрватска и босанскохерцеговачка женска поп група основана 2004, која се састоји од 3 чланице, од којих су две током целог постојања групе биле исте, а трећа је 3 пута промењена. Издале су 3 албума и 2 пута се такмичиле на Песми Евровизије — 2005, када су представљале Босну и Херцеговину са песмом Call Me и 2010. када су представљале Хрватску са песмом Лако је све. Група се 2012. године растала како би чланице порадиле на соло каријерама, али се 2022. године након десетогодишње дискографске паузе поново ујединила уз пригодни сингл имена Заједно. Име групе је настало по америчком реперу Еминему.

## Историја

### 2004: Почеци Феминема
Године 2004, након телевизијског такмичења Нове ТВ за нове певаче Хрватски идол, Памела Рамљак, Неда Пармаћ и Ивана Марић, које су догурале до саме завршнице основале су групу Феминем, те објавиле хит сингл Волим те, мрзим те. Са имиџом трију шармантних плавуша брзо су освојиле симпатије публике и након распада групе Дивас постале водећи хрватски женски бенд.

### 2004—2007: Први наступ на Евровизији, Феминем шоу и одлазак Иване
Већ 2005. године са песмом Call Me, аутора Андреја Бабића, представљале су Босну и Херцеговину на избору за Песму Евровизије. Песма је освојила 14. место у финалу и то је био 3. најбољи резултат Босне и Херцеговине до тад. У децембру 2005. су издале свој први албум Feminnem Show, који је добио име по емисији коју су добиле на БХРТ-у. Године 2006, су наступале на ХРФ-у са песмом Реци нешто, ал' не шути више. Године 2007, су се пријавиле на Дору, избор за хрватског представника на Песми Евровизије, са песмом Навика и освојиле 9. место. Крајем године, Ивана је напустила Феминем и започела соло каријеру. Неда и Памела су кренуле у потрагу за новом трећом чланицом.

### 2007—2009: Долазак и одлазак Никол и други покушај победе на Дори
Неда и Памела су одржале аудицију за одабир нове чланице, те уз помоћ Анте Виљца, Маје Шупут и Бранимира Михаљевића, изабрале нову чланицу - Никол Булат. Снимиле су нови сингл Chanel 5 са којим су наступале на ХРФ-у где добијају награду за највише гласова путем интернета. Године 2009, се опет пријављују на Дору са песмом Пољупци у боји и освајају 3. место са највећим бројем бодова жирија. На лето 2009. опет одлазе на ХРФ са пјесмом Oye, Oye, Oye коју су снимиле заједно са шпанским певачем Алеxом Мангом. Упркос тим успесима, Никол се није уклопила у Феминем те је крајем лета 2009, након бројних свађа и несугласица с колегиницама напустила групу.

### 2009—2012: Долазак Нике, други наступ на Евровизији и распад
Неда и Памела су пронашле нову чланицу Нику Антолос која је своју каријеру започела 2009. у ТВ-шоу РТЛ-а Хрватска тражи звијезду. Издају сингл Све што остаје који постаје хит. Године 2010, се по трећи пут појављују на Дору, овај пут са песмом Лако је све. Након освојеног 4. места полуфиналу, угасле су наде за победу, али напротив, Феминем у финалу освајају максималан број жирија и телегласања. Након Доре издају свој други албум под називом Лако је све. У мају одлазе на Песму Евровизије 2010. и у полуфиналу освајају 13. место са 33 бода, те се нису пласирале у финале. Након Песме Евровизије, издају свој трећи албум Easy to See који садржи песме с албума Лако је све само на енглеском језику и песмом на шпанском. Такође наступају на Пјесми Медитерана у Будви. Касније издају сингл Баш ми је добро с којим на ступају на CMC-вом Фестивалу у Водицама. Дана 5. априла 2011. је на интернет процурио њихов нови сингл под именом Све што ти нисам знала дати. У октобру 2011. обајвљују сингл Субота без тебе на којем су сарађивале са Антонијом Шолом и Бранимиром Михаљевићем. У фебруару 2012. су чланице групе у емисији Глазбени шоу Далибора Петка потврдиле да су се разишле у пријатељским односима.

## Дискографија

### Албуми
- (2005)
- Лако је све (2010)
- (2010)

### Синглови
| Наслов                       | Година | Позиција | Позиција | Албум       |
| Наслов                       | Година | ХРВ      | ТУР      | Албум       |
| ---------------------------- | ------ | -------- | -------- | ----------- |
| Волим те, мрзим те           | 2004   | —        | —        |             |
| /Зови                        | 2005   | —        | 20       |             |
| Реци нешто, ал' не шути више | 2005   | —        | —        |             |
| 2 срца 1 љубав               | 2006   | —        | 1        |             |
| Навика                       | 2007   | —        | —        | Лако је све |
|                              | 2008   | —        | —        | Лако је све |
| Овисна                       | 2008   | 19       | —        | Лако је све |
| Пољупци у боји               | 2009   | 18       | —        | Лако је све |
| (ft. Алекс Манга)            | 2009   | —        | —        | Лако је све |
| Све што остаје               | 2009   | 7        | —        | Лако је све |
| Лако је све                  | 2010   | 8        | —        | Лако је све |
| Баш ми је добро              | 2010   | —        | —        | Лако је све |
| Све што ти нисам знала дати  | 2011   | —        | —        | —           |
| Субота без тебе              | 2011   | —        | —        | —           |

## Чланице
- Памела Рамљак (2004—2012, 2022—данас)
- Неда Пармаћ (2004—2012, 2022—данас)
- Ивана Марић (2004—2008)
- Никол Булат (2008—2009)
- Ника Антолос (2009—2012, 2022—данас)